# Hymenophyllum braithwaitei
Hymenophyllum braithwaitei är en hinnbräkenväxtart som beskrevs av Ebihara och K. Iwats. Hymenophyllum braithwaitei ingår i släktet Hymenophyllum och familjen Hymenophyllaceae. Inga underarter finns listade.